# Савона
Саво́на (итал. Savona, лиг. Sann-a [ˈsaŋːa]) — крупнейший город Лигурии к западу от Генуи, административный центр одноимённой провинции, порт на Средиземном море.
Поселение, носившее имя «Саво», существовало уже в середине бронзового века. Находилось оно на возвышенности Приамар возле устья горного потока, названного Левианола. Уже во времена Второй пунической войны карфагенянами был укреплён древний лигурийский центр Сабаци как альтернатива «римской» Генуе. Около 180 г. до н. э. Риму удалось подчинить город. Но и в римскую эпоху Савона старалась вытеснить Геную с роли основного порта Лигурии.
В 639 г. город был разрушен нашествием лангобардов. С середины X века по 1191 г. он служил столицей маркграфов Алерамичи, которые позднее правили Салуццо и Монферратом. В XIII веке — самостоятельная коммуна в союзе с Генуей.
Впоследствии Генуя вновь стала главным соперником Савоны за главенство в Лигурии. Известно, что родители Колумба перебрались из первой в последнюю. Из Савоны были родом знаменитые Делла Ровере: о них напоминают Сикстинская капелла (мавзолей родителей Сикста IV) и неоконченный Палаццо Делла Ровере (строился Сангалло для кардинала Делла Ровере, будущего Юлия II).
В 1528 г. генуэзцы разрушили морской порт Савоны и в 1543 г. обновили городские укрепления. Новая крепость заняла место старинного собора; её самым знаменитым узником был Мадзини. В 1809-12 гг. Наполеон держал в Савоне пленником папу Пия VII. Венский конгресс присудил Савону правителям Савойской династии.
В 1853 г. открылось новое здание городского театра, нареченного именем знаменитого савонца Габриэлло Кьябрера. С началом индустриализации Савона развилась в крупный металлургический центр. Во время Второй мировой войны город был разбомблен союзниками, посреди современной застройки уцелели лишь отдельные островки старины.
Из памятников Савоны наиболее интересны генуэзская крепость XVI века, средневековые башни, «новый» собор 1589—1602 гг. постройки, церковь при замке с алтарём Винченцо Фоппы и большое святилище Девы Марии на месте Её явления местному пастуху в марте 1536 г. В XVII—XVIII веках Савона была крупнейшим центром производства майолики; обширное собрание фаянса выставлено в местном музее.

## Города-побратимы
- Мариуполь, Украина

В честь города-побратима был назван кинотеатр.
|                  |  |                             |  |                     |
| Общий вид города |  | Генуэзская крепость Приамар |  | Средневековые башни |